# Inguromorpha arbeloides
Inguromorpha arbeloides är en fjärilsart som beskrevs av Dyar 1899. Inguromorpha arbeloides ingår i släktet Inguromorpha och familjen träfjärilar. Inga underarter finns listade i Catalogue of Life.